# Pakin Kuna-anuvit
Pakin Kuna-anuvit (ภาคิน คุณาอนุวิทย์; nascido em 2 de junho de 1998), apelidado de Mark (มาร์ค), é um ator tailandês contratado pela GMMTV e ex-jogador de badmínton. Como ator, ele é mais conhecido por seus papéis em My School President (2022) e Only Friends (2023).

## Juventude e educação
Mark nasceu em Banguecoque, Tailândia. Ele é bacharel em ciências políticas pela Universidade Bangkokthonburi e atualmente está cursando mestrado.

## Filmografia

### Séries de televisão
| Ano  | Título                             | Personagem    | Notas            | Canal   |
| ---- | ---------------------------------- | ------------- | ---------------- | ------- |
| 2021 | I Promised You the Moon            | Mek           | Papel convidado  | Line TV |
| 2021 | Bad Buddy                          | Chang         | Papel recorrente | GMM 25  |
| 2022 | My School President                | Tiwson        | Papel recorrente | GMM 25  |
| 2022 | The Warp Effect                    | Jedi          | Papel recorrente | GMM 25  |
| 2023 | Midnight Series: Moonlight Chicken | Saleng        | Papel recorrente | GMM 25  |
| 2023 | Our Skyy 2                         | Tiwson / Chan | Papel recorrente | GMM 25  |
| 2023 | Only Friends                       | Nick          | Papel principal  | GMM 25  |
| 2023 | Last Twilight                      | Night         | Papel recorrente | GMM 25  |
| 2024 | High School Frenemy                | Chatjen       | Papel recorrente | GMM 25  |
| 2025 | Sweet Tooth, Good Dentist          | Jay           | Papel principal  | GMM 25  |

## Discografia

### Singles
| Ano  | Título                                                                         | Álbum                   | Notas                                            |
| ---- | ------------------------------------------------------------------------------ | ----------------------- | ------------------------------------------------ |
| 2023 | "ง้อว (Smile Please)" (com Fourth, Gemini, Ford, Satang, Winny, Captain e Prom) | My School President OST | Música introdutória (Ep 7-9) Apresentado no Ep 7 |
| 2023 | "รักคู่ขนาน (Multi-Love)" (com Gemini, Fourth, Winny, Satang, Ford)               | Our Skyy 2 OST          | Apresentado no Ep 10                             |

## Conquistas

### Campeonato Mundial Júnior da BWF
Duplas masculinas
| Ano  | Local                         | Parceiro            | Adversário                | Pontuação    | Resultado |
| ---- | ----------------------------- | ------------------- | ------------------------- | ------------ | --------- |
| 2016 | Bilbao Arena, Bilbau, Espanha | Natthapat Trinkajee | Han Chengkai Zhou Haodong | 15–21, 12–21 | Bronze    |

### Desafio/Série Internacional BWF
Duplas masculinas
| Ano  | Torneio                | Parceiro            | Adversário                | Pontuação    | Resultado    |
| ---- | ---------------------- | ------------------- | ------------------------- | ------------ | ------------ |
| 2018 | Slovak Open            | Natthapat Trinkajee | Lu Chen Ye Hong-wei       | 18–21, 20–22 | Vice-campeão |
| 2016 | Bulgaria International | Natthapat Trinkajee | Philip Shishov Alex Vlaar | 21–19, 21–19 | Vencedor     |

Duplas mistas
| Ano  | Torneio     | Parceiro              | Adversário                 | Pontuação    | Resultado    |
| ---- | ----------- | --------------------- | -------------------------- | ------------ | ------------ |
| 2018 | Slovak Open | Supissara Paewsampran | Ye Hong-wei Teng Chun-hsun | 16–21, 16–21 | Vice-campeão |

     Torneio BWF International Challenge
     Torneio BWF International Series
     Torneio BWF Future Series